# Oksen Mirzoyan
Oksen Arakeli Mirzoyan (in russo Оксен Аракелович Мирзоян?, in armeno Հոկսեն Առաքելի Միրզոյան?; Angeghakot, 11 giugno 1961) è un ex sollevatore sovietico, dal 1991 armeno, campione olimpico, mondiale ed europeo, che ha gareggiato prevalentemente nella categoria dei pesi gallo (fino a 56 kg).

## Biografia
Nel 1981 Mirzoyan divenne membro della squadra nazionale di sollevamento pesi dell'Unione Sovietica. L'anno seguente partecipò ai campionati mondiali di Lubiana, valevoli anche come Campionati europei, vincendo una doppia medaglia d'argento.
Nel 1983 vinse la medaglia d'oro ai campionati mondiali di sollevamento pesi disputatisi a Mosca, valevoli anche come campionati europei. Nel corso della competizione Mirzoyan stabilì nuovi record mondiali nello strappo, nello slancio e nel totale. A causa del boicottaggio dell'URSS alle Olimpiadi del 1984, Mirzoyan non poté partecipare a quell'edizione dei Giochi, dove, come campione del mondo in carica, sarebbe stato il favorito principale per la medaglia d'oro olimpica.
Nel 1985 vinse la medaglia d'argento ai campionati mondiali di Södertälje e ai campionati europei di Katowice. Nel 1986 vinse la medaglia di bronzo ai campionati mondiali di Sofia e la medaglia d'argento ai campionati europei di Karl-Marx-Stadt.
Vinse un'altra medaglia di bronzo ai campionati mondiali di Ostrava del 1987, questa volta facendo il salto di categoria nei pesi piuma (fino a 60 kg.).
Nel 1988 il principale rivale di Mirzoyan, il bulgaro Neno Terzijski, che lo aveva più volte battuto negli anni precedenti, fallì un test antidoping, con conseguente divieto di gareggiare. Ai Giochi Olimpici dello stesso anno svoltisi a Seul, Mirzoyan ritornò nella categoria dei pesi gallo ed arrivò al secondo posto, dietro l'originale vincitore della competizione, il bulgaro Mitko Grăblev. Tuttavia, Grăblev risultò positivo al doping e venne squalificato. Pertanto, il titolo di campione olimpico e la medaglia d'oro olimpica furono assegnati a Oksen Mirzoyan.
A seguito del dissolvimento dell'Unione Sovietica, Mirzoyan continuò a gareggiare per l'Armenia, suo Paese d'origine, senza però conseguire grandi risultati a livello internazionale.
Durante la sua carriera realizzò 12 record mondiali, di cui 4 nello strappo, 4 nello slancio e 4 nel totale.
Mirzoyan ha terminato la sua carriera di sollevatore nel 1993 e in seguito ha iniziato a svolgere attività di allenatore. È diventato il capo allenatore della squadra nazionale di sollevamento pesi armena. È stato anche presidente della Federazione armena di sollevamento pesi dal 1998 al 2004. A partire dal 2004, Mirzoyan è diventato uno dei vicepresidenti del Comitato olimpico nazionale dell'Armenia, venendo rieletto nella stessa carica nel 2013.

## Vita privata
Oksen Mirzoyan allena suo figlio Aṙak‘el, il quale ha seguito le orme del padre ed ha iniziato a praticare il sollevamento pesi. Aṙak‘el Mirzoyan è stato campione europeo e vice campione mondiale nei pesi leggeri nel 2009 ed ha gareggiato ai Giochi di Londra 2012. Oksen ha allenato anche suo nipote Arayik Mirzoyan, anch'egli sollevatore di pesi.